# Generación del 78

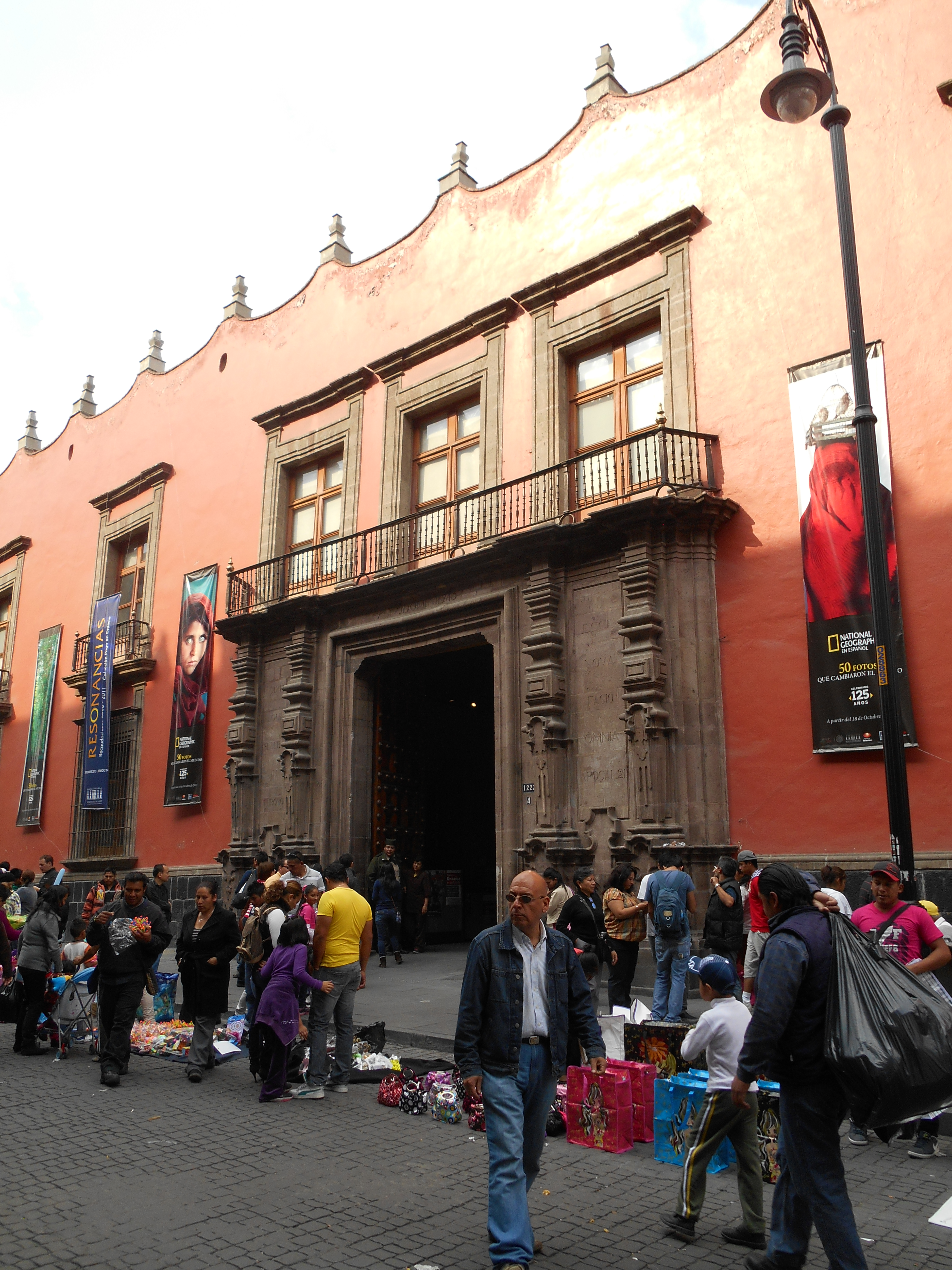
Palacio del Arzobispado, restauración del arquitecto Javier Villalobos Jaramillo.

El nombre Generación del 78 corresponde al primer grupo de condiscípulos con el que se reiniciaron, en México, los estudios de posgrado de arquitectura y restauración en la Facultad de Arquitectura de la Universidad Nacional Autónoma de México, cuyas actividades tuvieron repercusión nacional e internacional en la protección de los bienes culturales.

## Antecedentes
Fue en el año de 1978 cuando elaboraron un documento en común de ordenanzas para los monumentos y sitios históricos.
El objetivo, según se describió con el mismo, era la salvaguarda del patrimonio histórico cultural, con experiencias y conocimientos de diferentes especialidades, pues los participantes entre otras áreas eran arquitectos, arqueólogos, ingenieros, artistas, urbanistas, historiadores, abogados, químicos y diseñadores, con diferentes grados académicos y particulares trayectorias profesionales. El documento fue editado por la dirección de estudios superiores de arquitectura de la UNAM.
Durante el Simposio Interamericano de conservación del patrimonio artístico, organizado por el INBA, la OEA y la UNESCO presentaron una ponencia de grupo, a partir de lo cual se les identificó definitivamente como la Generación del 78.
Los estudios de restauración de inmuebles comenzaron en la Universidad Nacional Autónoma de México diez años antes del período de 1976 a 1978, al que perteneció este grupo. Anteriormente en el año de 1968 la UNESCO había iniciado con el auspicio del INAH, lo que a la postre se convertiría en la Escuela Nacional de Conservación, Restauración y Museografía “Manuel del Castillo Negrete” (ENCRyM).
En el área del patrimonio cultural existieron antecedentes individuales con Manuel Toussaint, Francisco de la Maza y de la Cuadra o Justino Fernández entre otros, además de El Colegio de México y el Instituto de Investigaciones Estéticas (Universidad Nacional Autónoma de México).
Se puede mencionar que las instituciones, las personas mencionadas, así como aquellas que pertenecieron a la llamada Generación del 78, constituyen antecedentes fundamentales para la protección del patrimonio cultural en México. Por lo que es bueno identificar sus aportaciones y trayectoria particular en ésta y otras disciplinas, con las que aportaron un enfoque multidisciplinario.

## Sus participantes
Entre ellos estaban Luis Ortiz Macedo, Javier Villalobos Jaramillo, José Luis Calderón Cabrera, José Arturo Martínez Lazo y Carlos Chanfón Olmos, este último fue director de la Escuela Nacional de Conservación, Restauración y Museografía “Manuel del Castillo Negrete” (ENCRyM), como se citó, institución pionera en el área y con oferta académica de trayectoria internacional.
De la misma generación del 78, muchos de ellos fallecidos antes del año 2016 están:
Gilberto Flores Domínguez, arquitecto restaurador del Palacio de los condes de Heras y Soto, el lugar de nacimiento del Conde don Manuel en el año de 1780 y uno de los firmantes del Acta de Independencia del Imperio Mexicano según se inscribe en la placa declaratoria, José de la Vega Requenes, catedrático del Instituto Politécnico Nacional y de la Universidad Nacional Autónoma de México, Jorge Olvera Hernández, arqueólogo colonial autor de estudios sobre datación y cerámica colonial, descubridor de los restos de Eusebio Francisco Kino, el misionero geógrafo, cartógrafo, lingüista y explorador jesuita en los estados de Sonora, Sinaloa en México y de Arizona en los Estados Unidos, el cual estableció un tejido de fundaciones que dieron lugar a distintas poblaciones de ambos países durante los siglos XVII y XVIII, el arquitecto Carlos Angulo Villaseñor funcionario público, director de Monumentos Coloniales de México y coordinador de la Maestría en Restauración de Sitios y Monumentos en la Universidad de Guanajuato.
Homero Martínez de Hoyos arquitecto y urbanista, colaborador del proyecto y construcción de la Ciudad Universitaria, fundador del Seminario de Urbanismo, quien obtuvo el Premio Universidad Nacional.

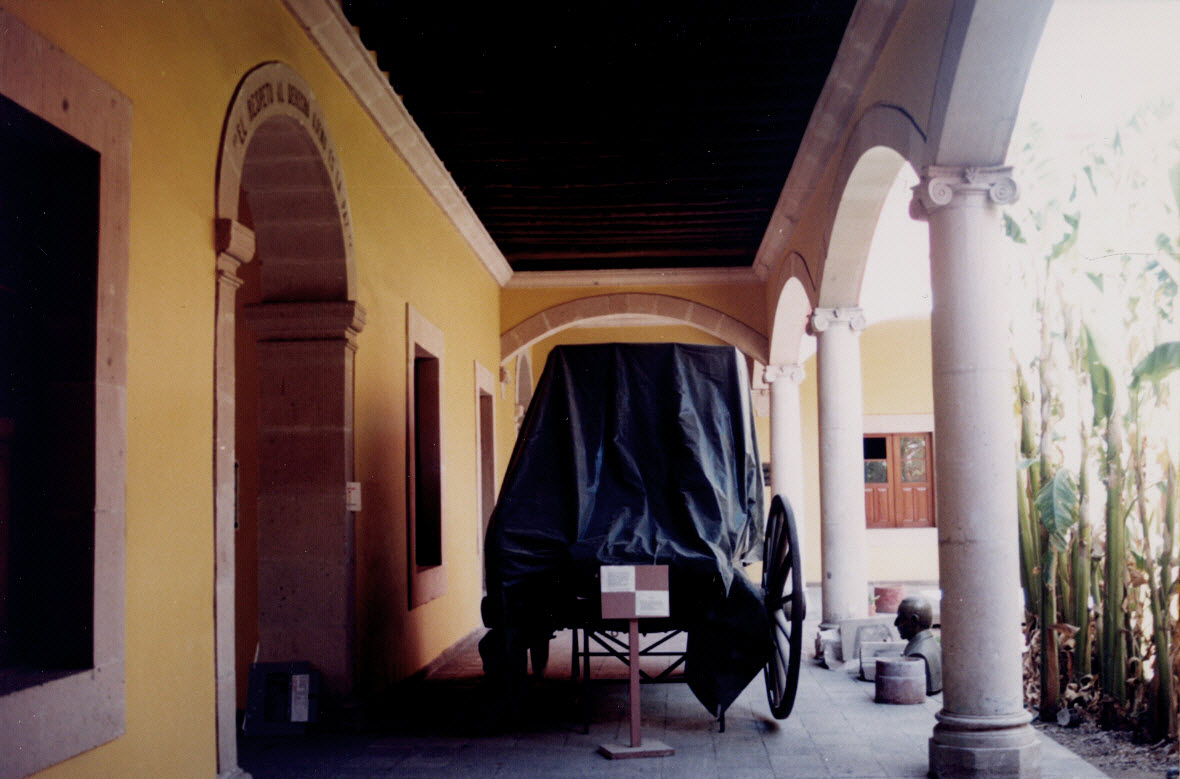
Casa de Juárez, análisis estructural Enrique Cano, José Arturo Martínez Lazo.
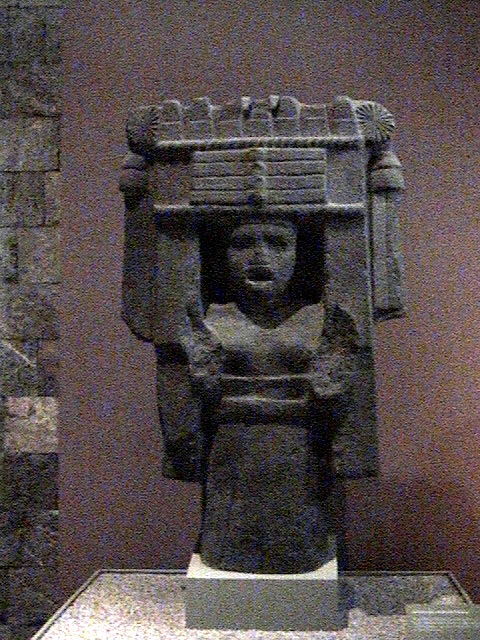
Ochpanistli, fiesta azteca de la cosecha, Carlos Margain Araujo.
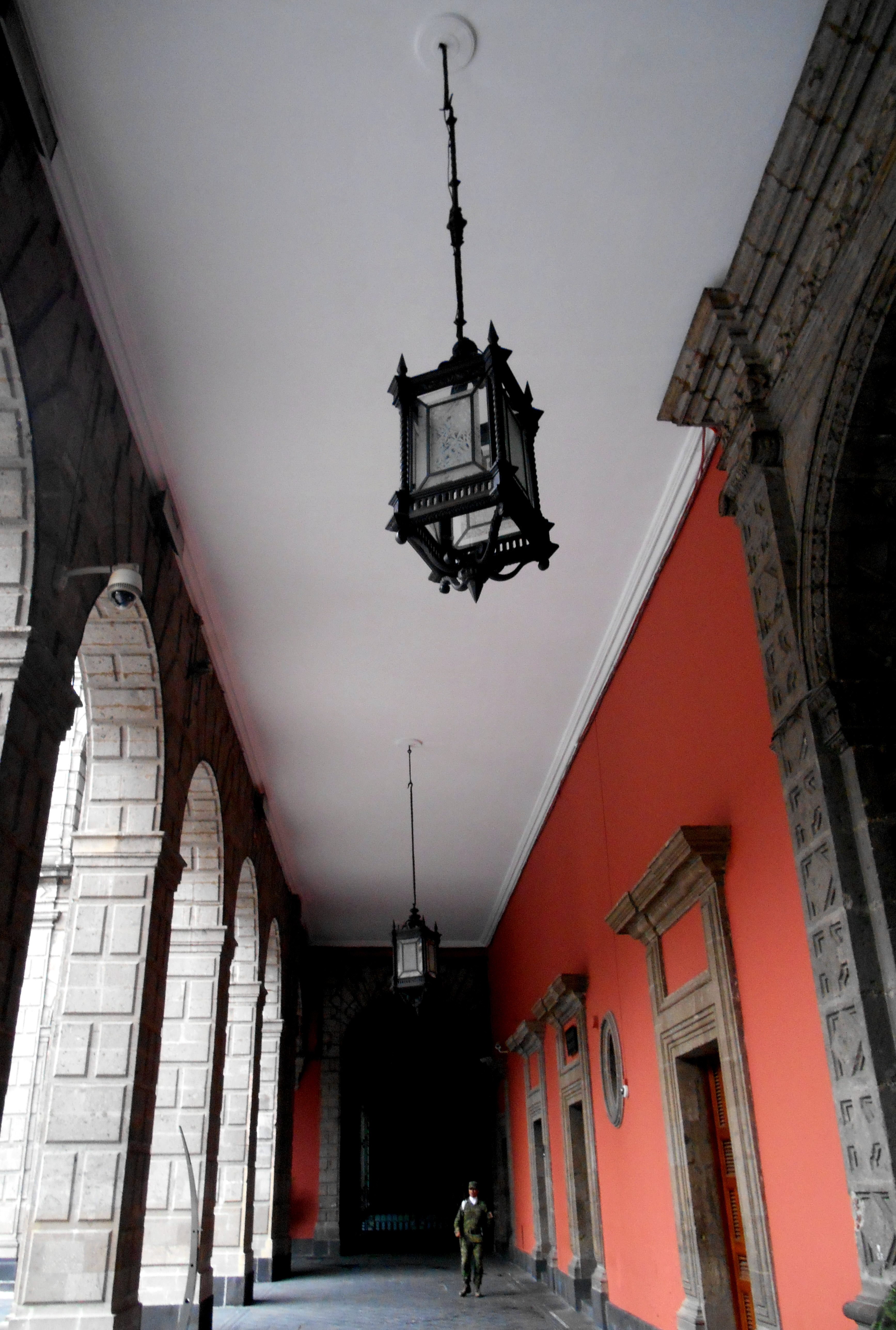
Palacio Nacional de México, intervenciones Luis Ortiz Macedo, Carlos Chanfón Olmos, Ricardo Ignacio Prado y Núñez.
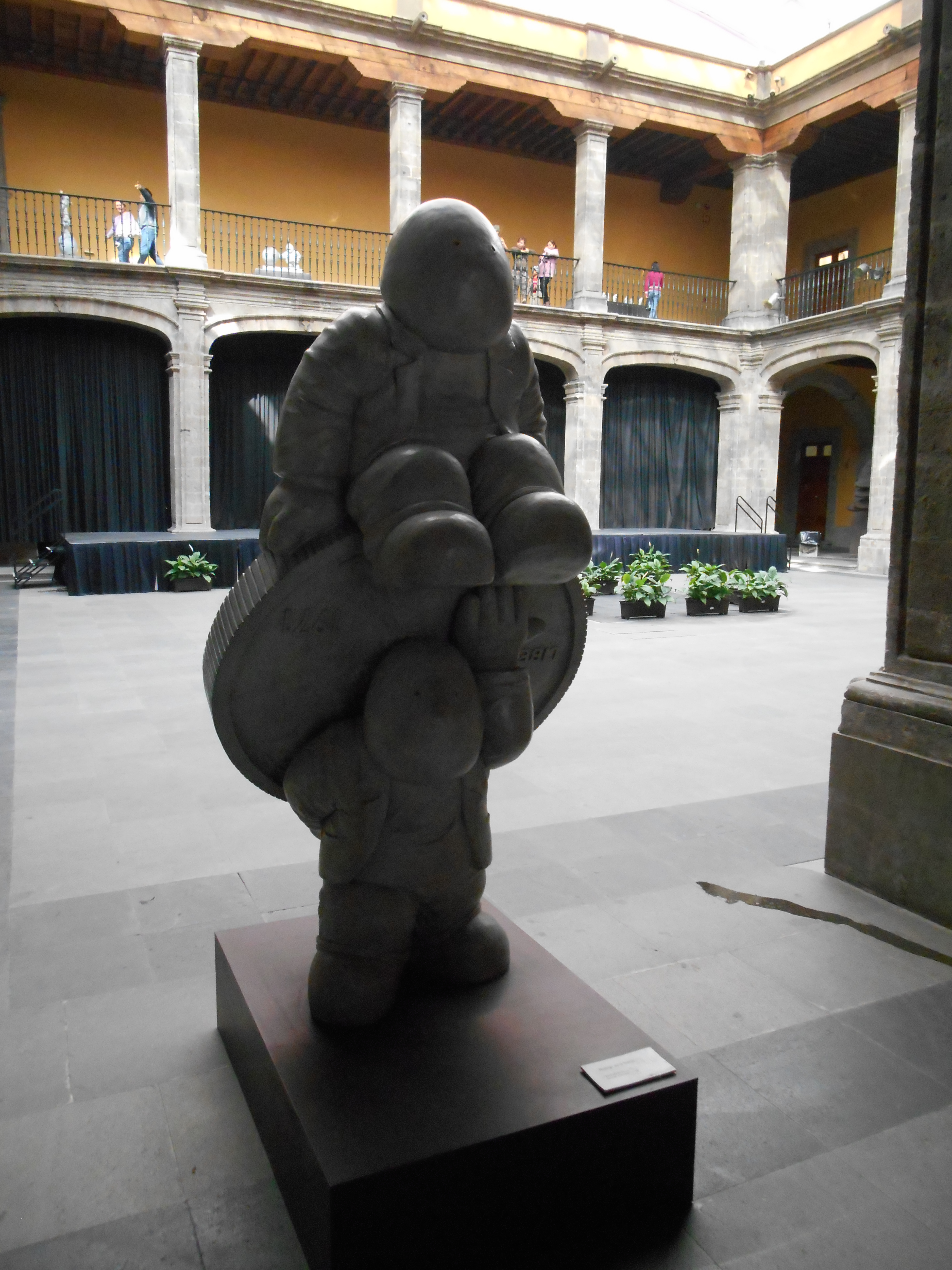
Palacio del Arzobispado, restauración Javier Villalobos Jaramillo.
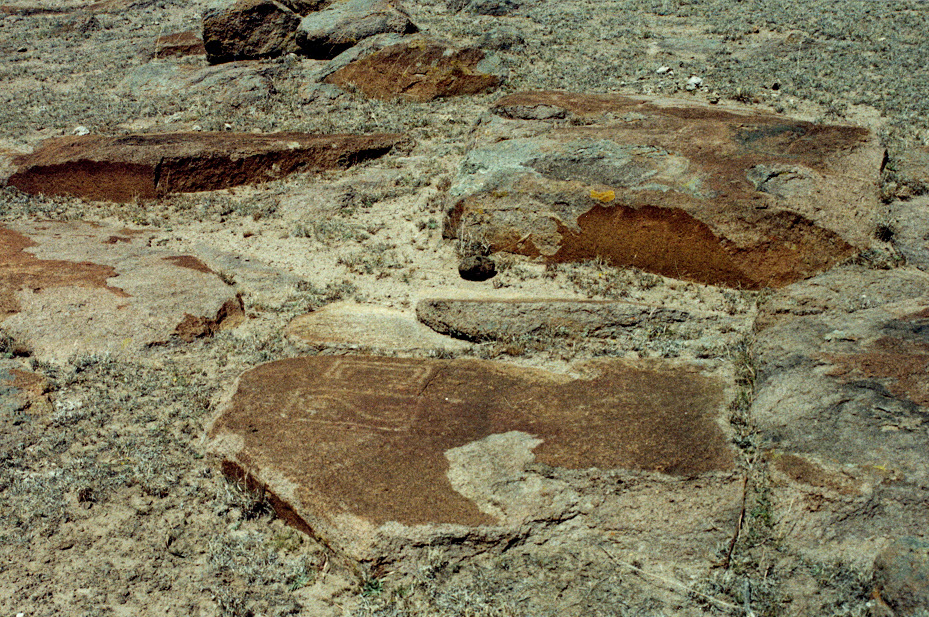
El Cerrito, sitios y arte rupestre en Chihuahua, José Arturo Martínez Lazo.
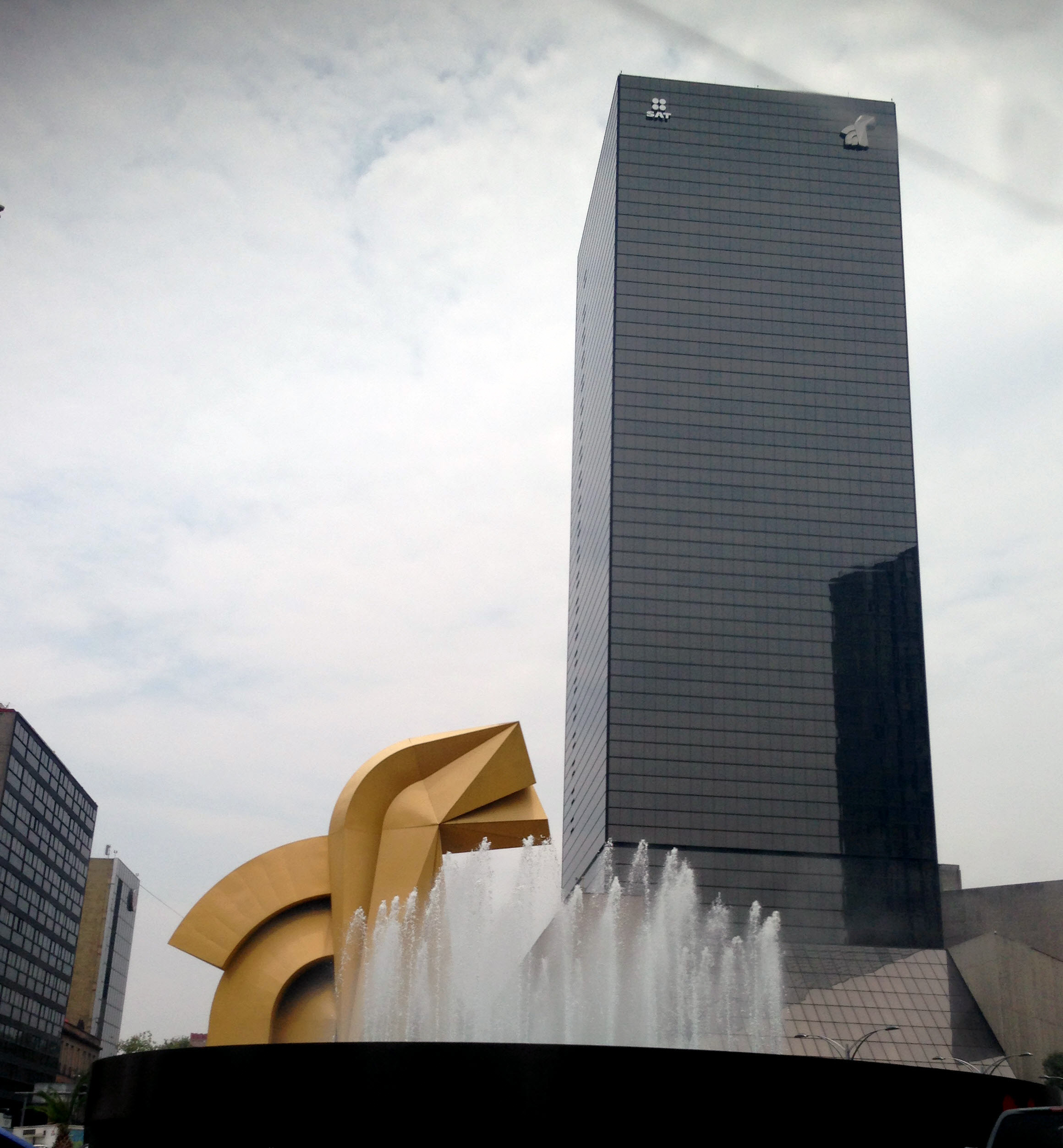
Lotería Nacional, Luis Cuevas Barajas equipo de construcción.

Carlos Roberto Margain Araujo, doctor honoris causa por la Universidad Autónoma Metropolitana, según la prensa, arqueólogo de Tulancingo, Huapalcalco con trabajos e investigaciones sobre el Palacio de Quetzalpapálotl, los Sistemas y materiales de construcción en Teotihuacán, Los lacandones de Bonampak, La fiesta azteca de la cosecha Ochpanistli, y con otros títulos como La expedición de Carlos R. Margain: Bonampak, Sistemas calendáricos y filosofía de la vida en el México antiguo, Las "Reconstrucciones" en arqueología, Palenque: esplendor del arte maya, El funcionalismo arquitectónico en el México prehispánico, The painting in a mexican codex, La arquitectura como fuente de información histórica, además de los estudios sobre las pinturas rupestres en Baja California, Los santuarios rupestres en Baja California por la Universidad de los Andes, Lost Treasures: Baja California artifacts, y en colaboración con Erle Stanley Gardner, el escritor y autor entre otros personajes de películas y televisión como Perry Mason, publicaciones y difusión en The Coral Peper Collection,

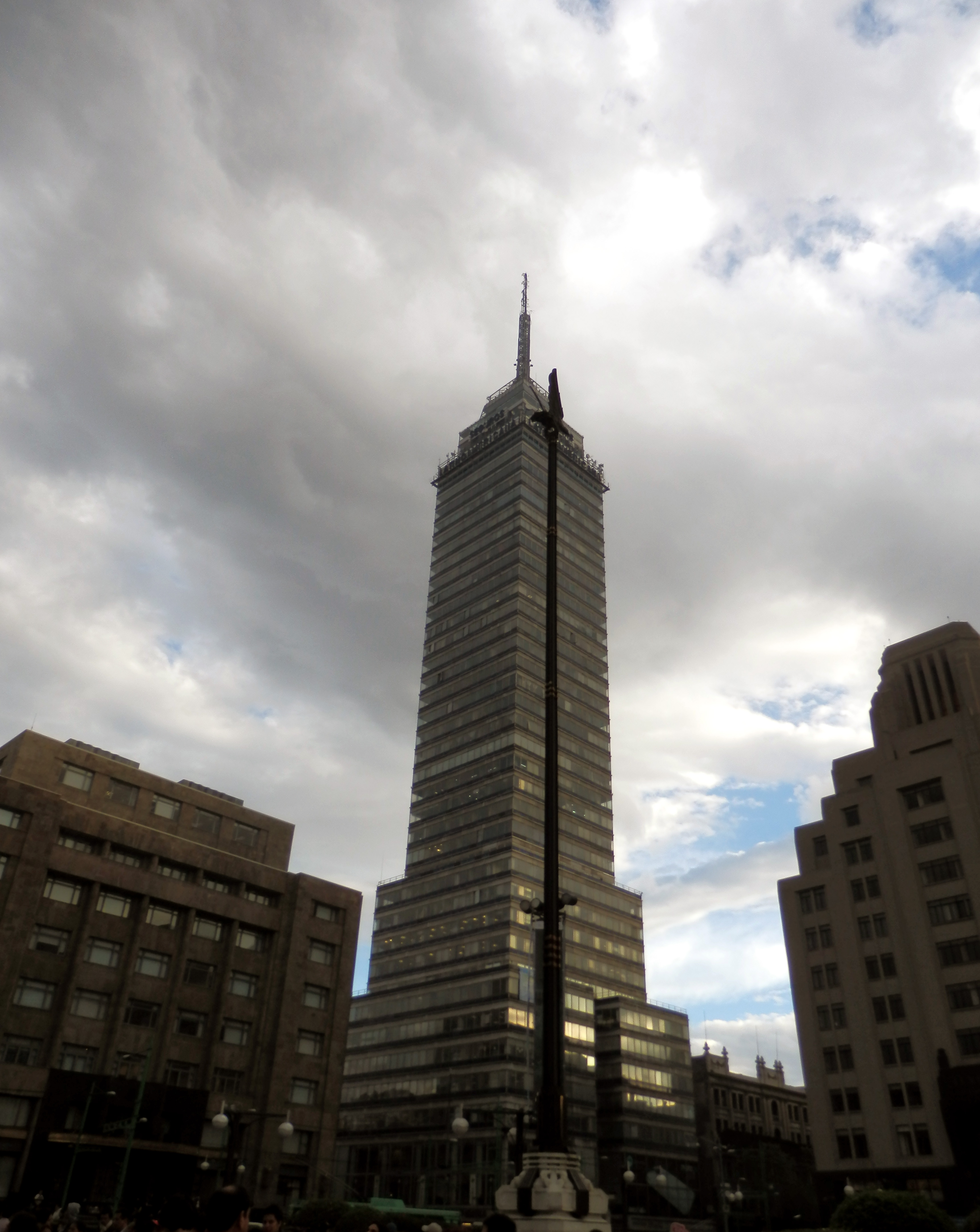
Torre latinoamericana, Luis Cuevas Barajas construcción con Adolfo y Leonardo Zeevaert.
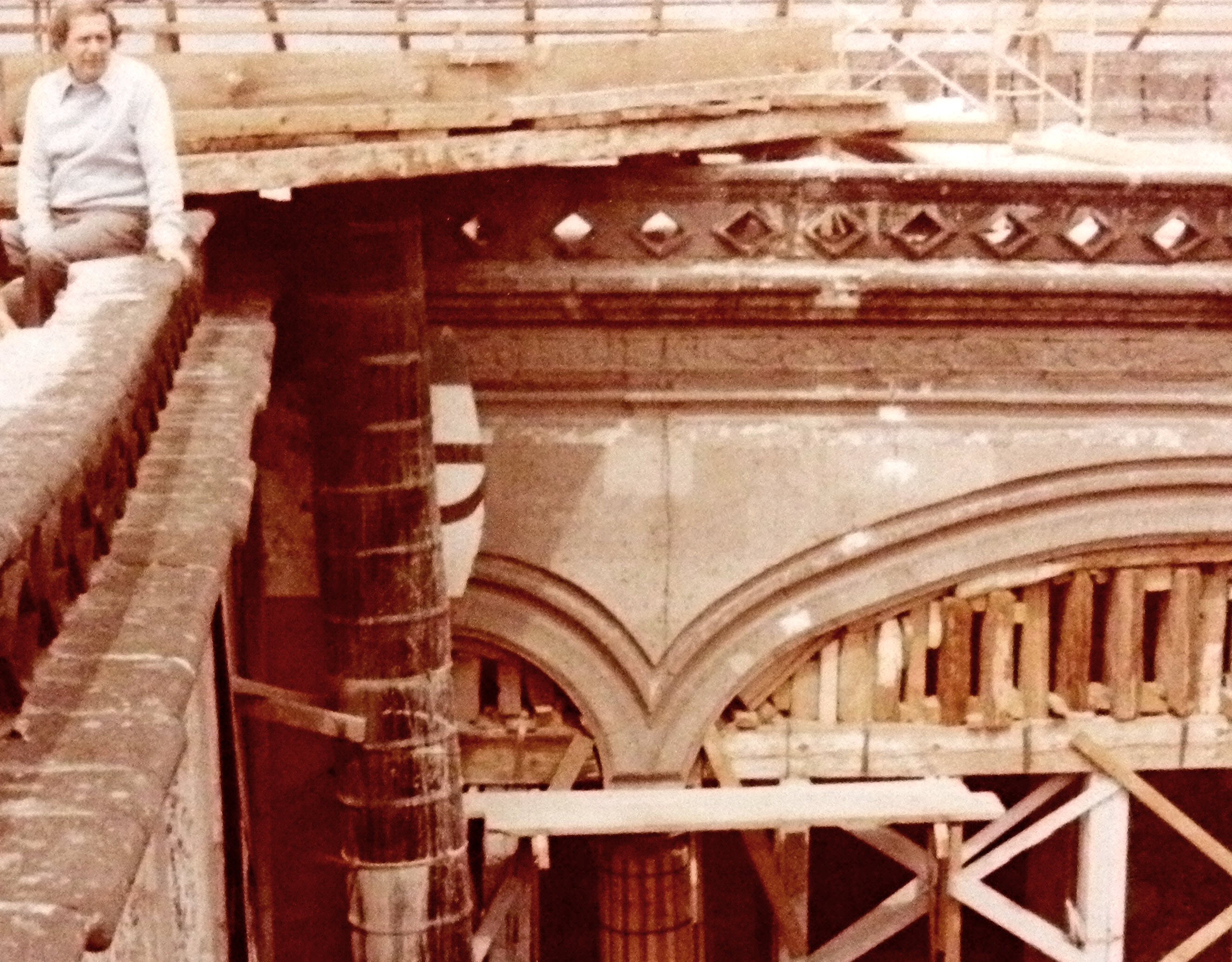
Casa de los Condes Heras y Soto restauración Gilberto Flores Domínguez .
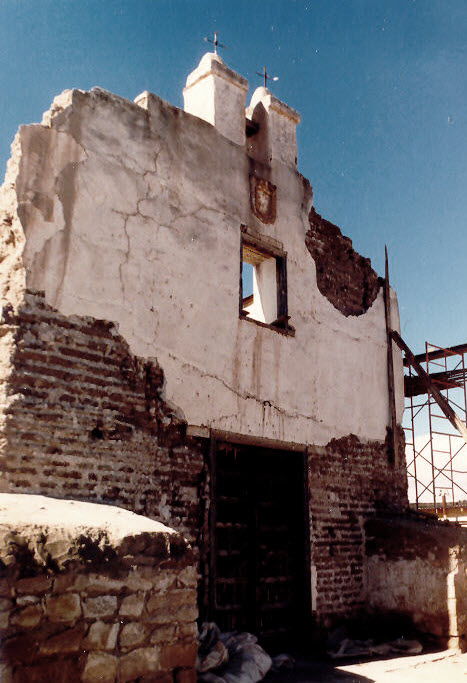
San Felipe y Santiago de Janos, José Arturo Martínez Lazo.
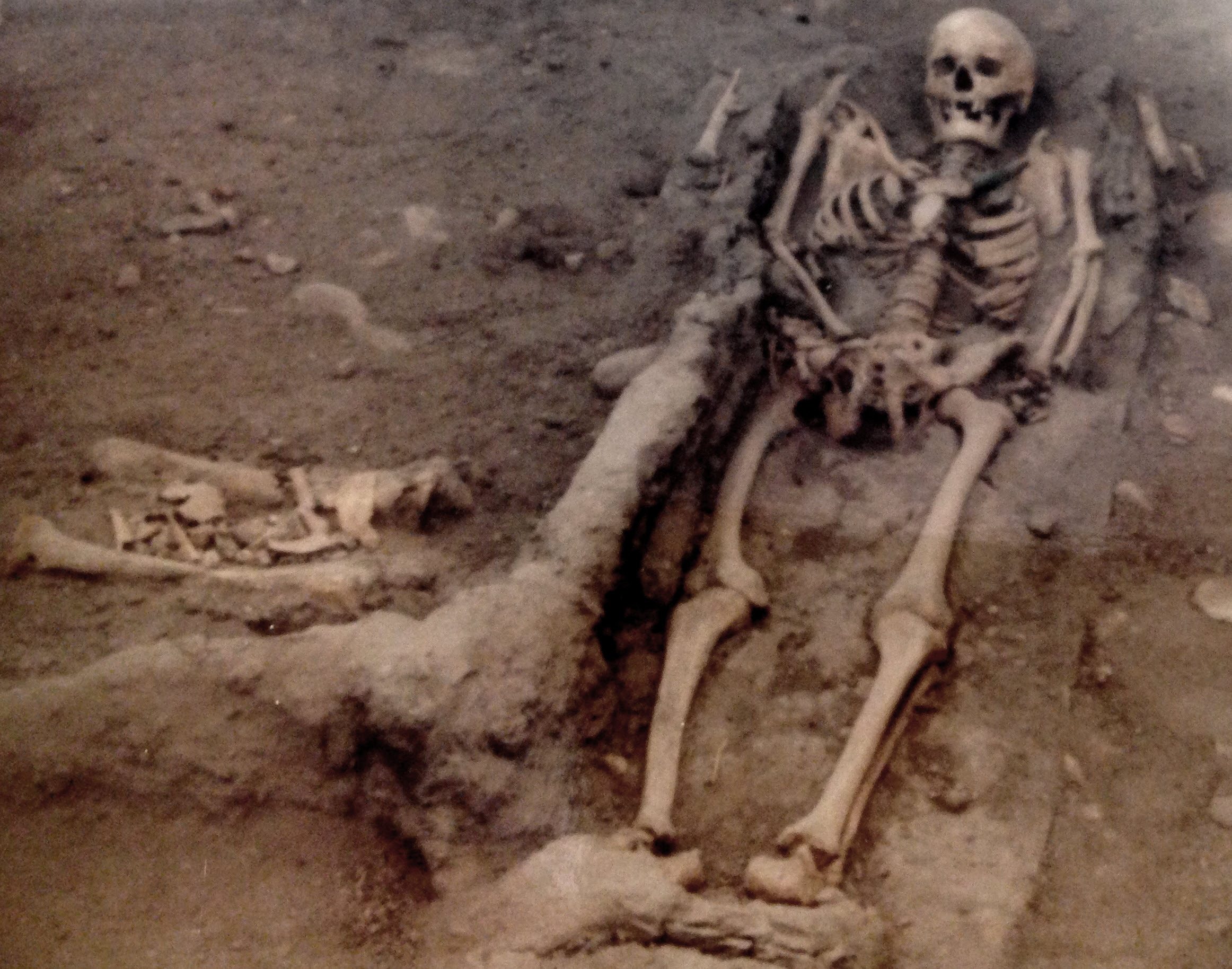
Restos del padre Eusebio Francisco Kino, localizados por Jorge Olvera Hernández.
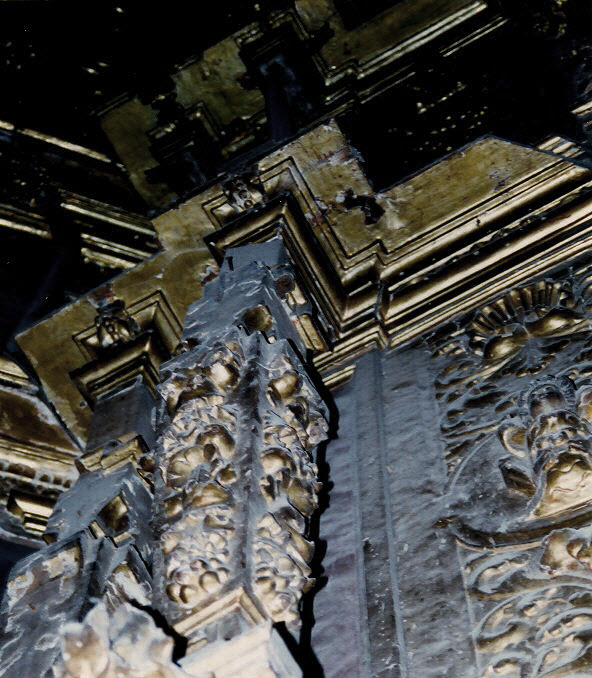
San Francisco de Asís, iconografía del retablo José Arturo Martínez Lazo.
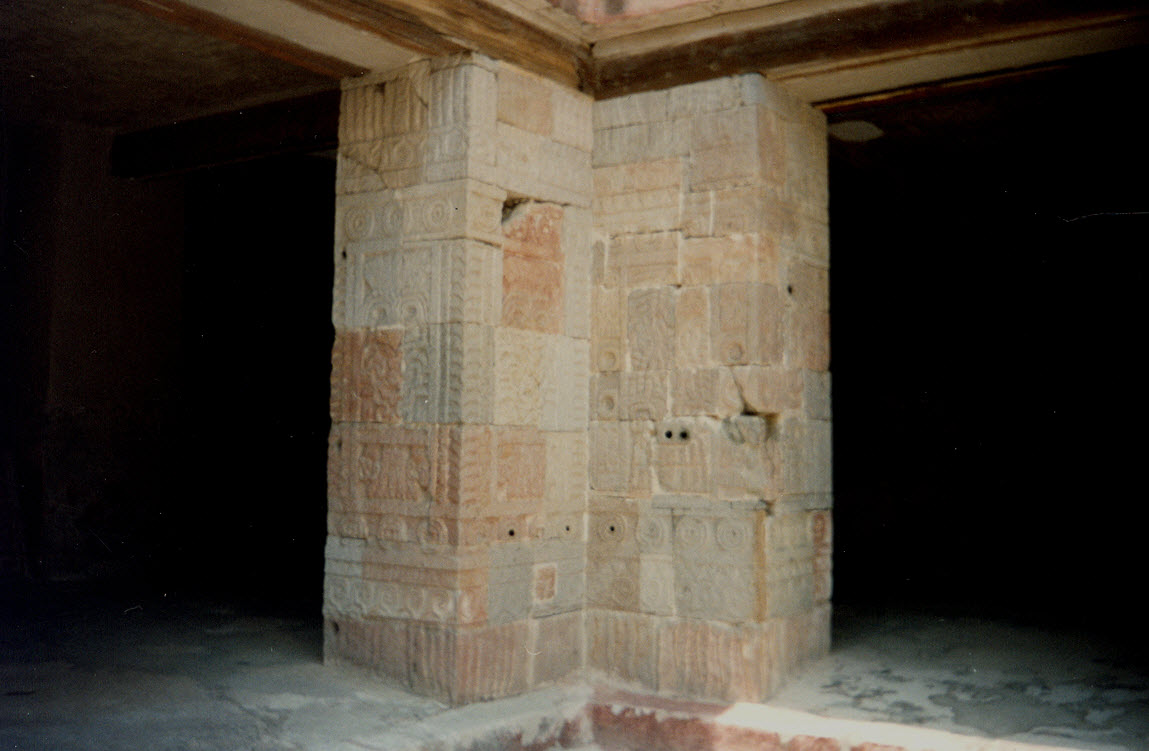
Quetzalpapálotl, Teotihuacán, sistemas constructivos Carlos Margain Araujo.

Luis Cuevas Barajas, ingeniero y matemático integrante del grupo constructor del Estadio Azteca, la Lotería Nacional y de la torre latinoamericana, edificio diseñado para extremas condiciones sísmicas y del subsuelo y para resistir temblores del orden de 8.1 grados de intensidad en la escala Richter.
Entre las investigaciones de Cuevas Barajas está el Comportamiento de la estructura de la Torre latinoamericana de la Ciudad de México, tesis de 1962 que fue compartida con Earthquake Engineering Research Institute, la biblioteca del Congreso de la Unión, la Universidad Nacional Autónoma de México, la Biblioteca del Congreso en Washington y la Casa Blanca durante la administración de John F. Kennedy. Residente en colaboración con el ingeniero constructor Adolfo Zeevaert y el doctor Leonardo Zeevaert autor de la cimentación y de la estructura de la Torre latinoamericana, el ingeniero Luis Cuevas a la postre estuvo encargado del mantenimiento desde el año de 1962 hasta el año 1989, cuando realizó investigaciones del subsuelo y antisísmicas.
En compañía de Adolfo Zeevaert publicó el libro La Torre latinoamericana, su tesis de grado de Matemáticas en la Facultad de Ciencias de la Universidad Nacional Autónoma de México trató sobre la media y extrema razón y se basó en el terremoto de Santa Águeda en Guatemala, en donde enunció la llamada Ley de Cuevas, “En las bóvedas semiesféricas de espesor constante, y sujetas a su propio peso, la línea de esfuerzos paralelos nulos corresponde al paralelo cuyo coseno de la colatitud es el número de oro”, dado que la línea de ruptura se encontraba en un círculo paralelo en una posición semejante a grandes cuarteaduras de varios templos. Colaboró en la elaboración del Reglamento de Construcciones de la ciudad de México, trabajó en cimentaciones profundas y enderezado de varios edificios, restauración de monumentos e investigaciones sobre arquitectura, impartió clases en las Universidades Anáhuac, La Salle, Nacional de Estudios Profesionales de Aragón y en la Nacional de México; en 1989 la Universidad La Salle (México) instituyó el premio Luis Cuevas Barajas para el concurso de matemáticas COMAT-95.

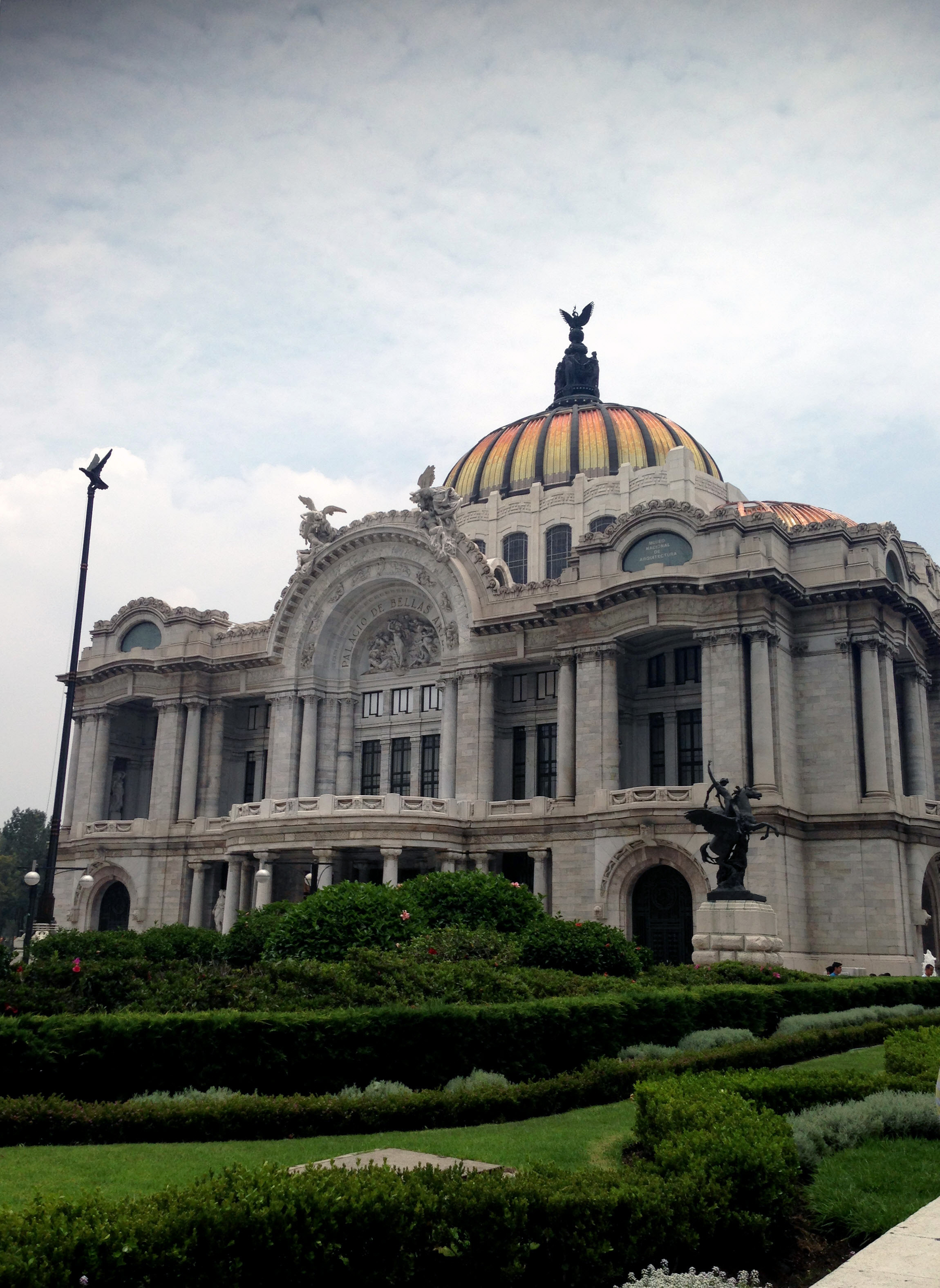
Palacio de Bellas Artes, restauración Ricardo Ignacio Prado y Núñez.
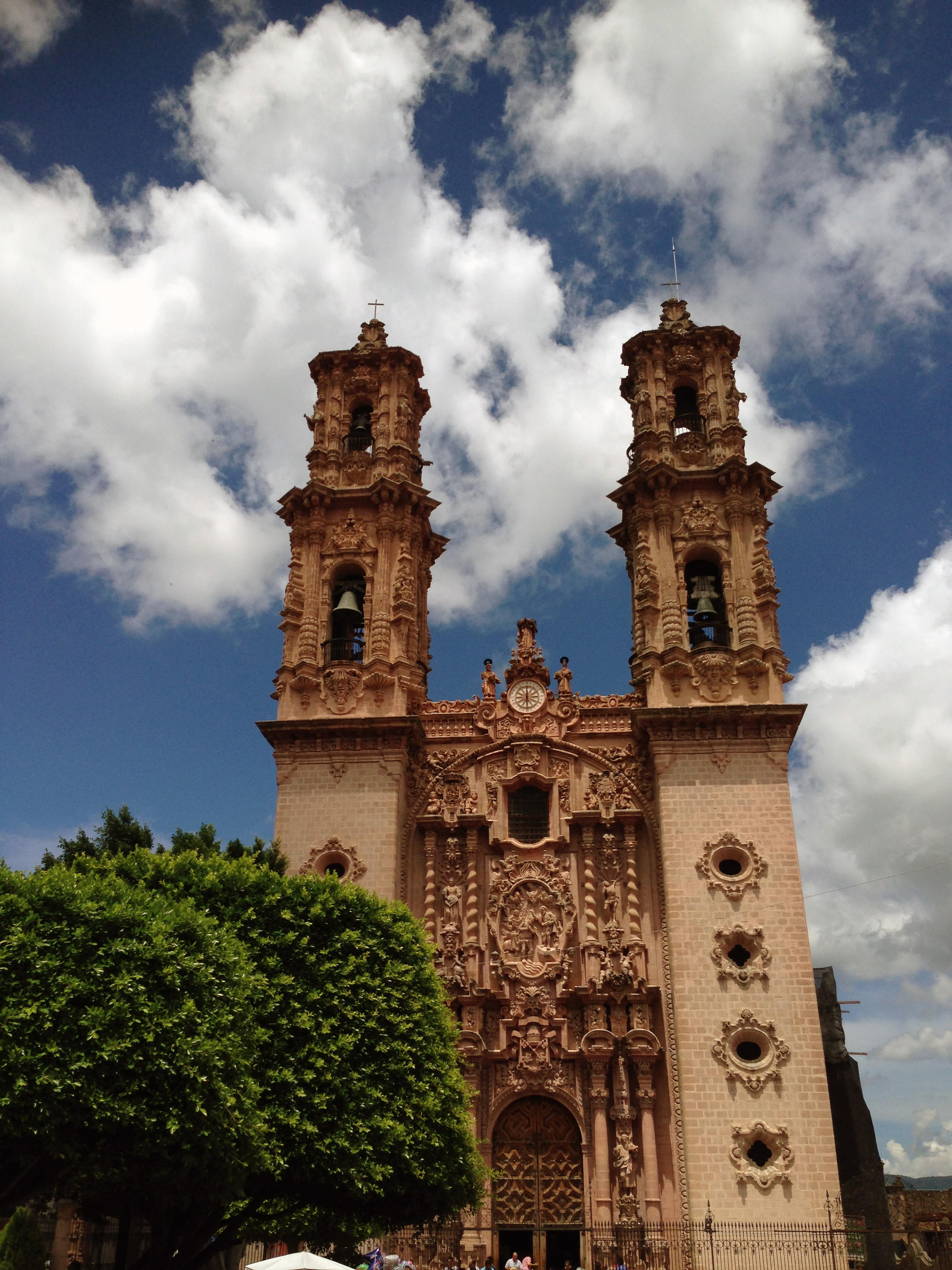
Santa Prisca, primera etapa de restauración Ricardo Ignacio Prado y Núñez.
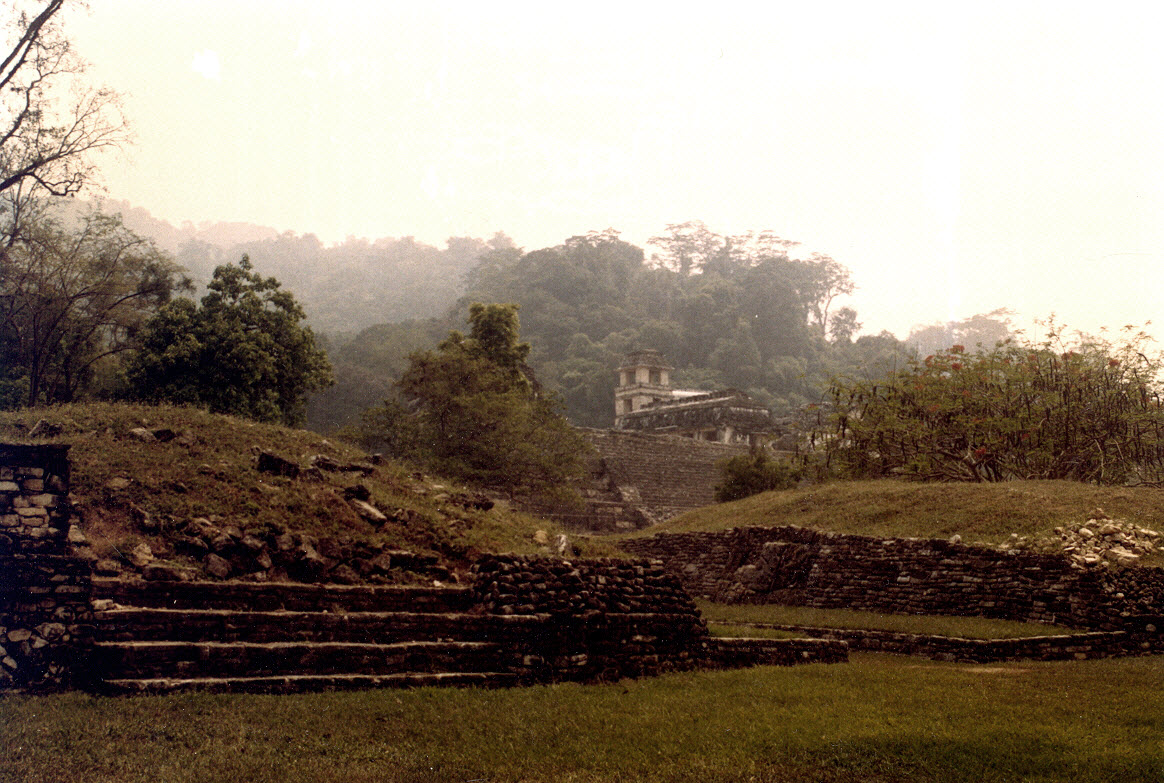
Palenque, trabajos sobre el arte maya, Carlos Margain Araujo.
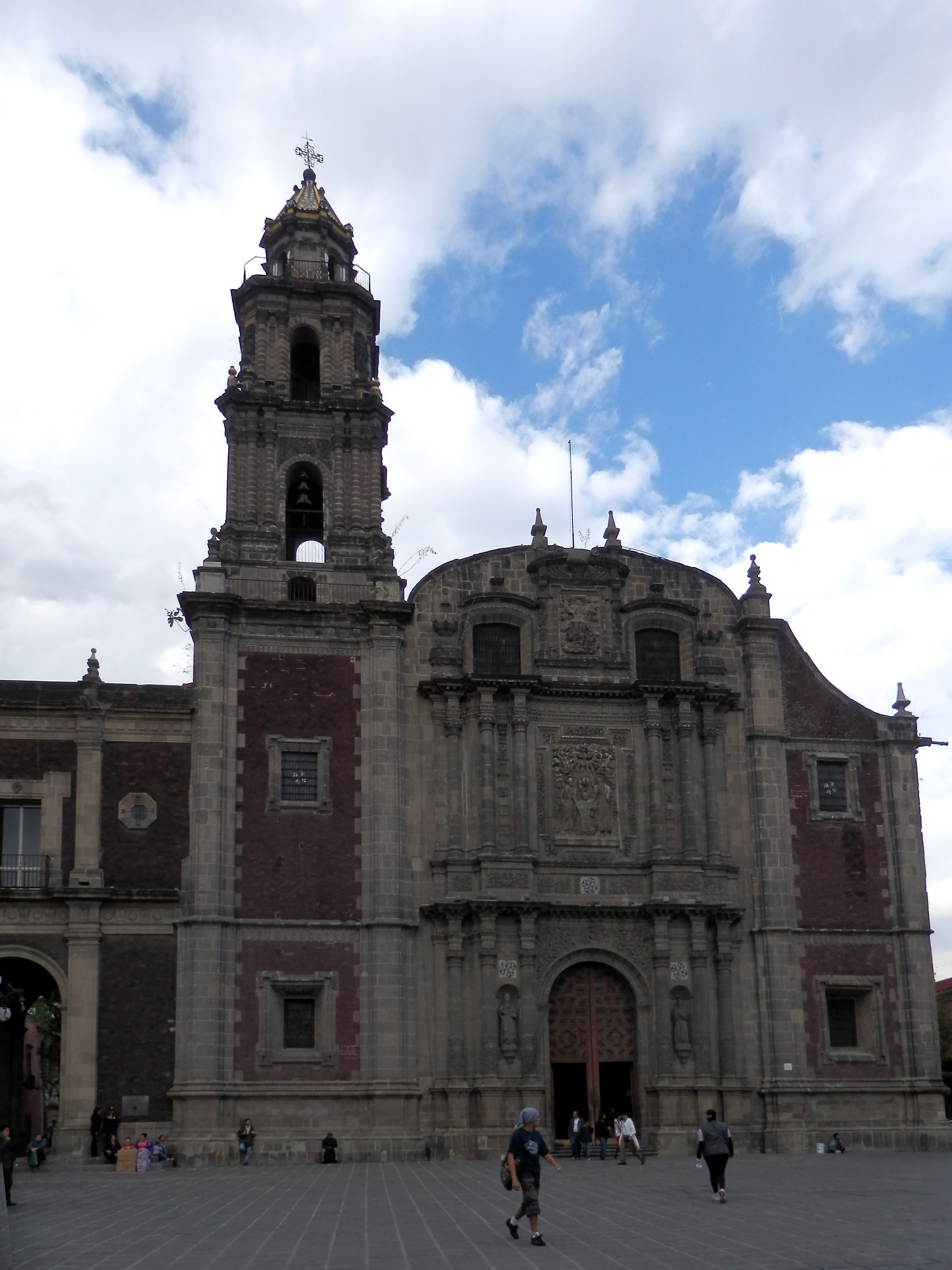
Plaza de Santo Domingo, restauración Luis Ortiz Macedo.
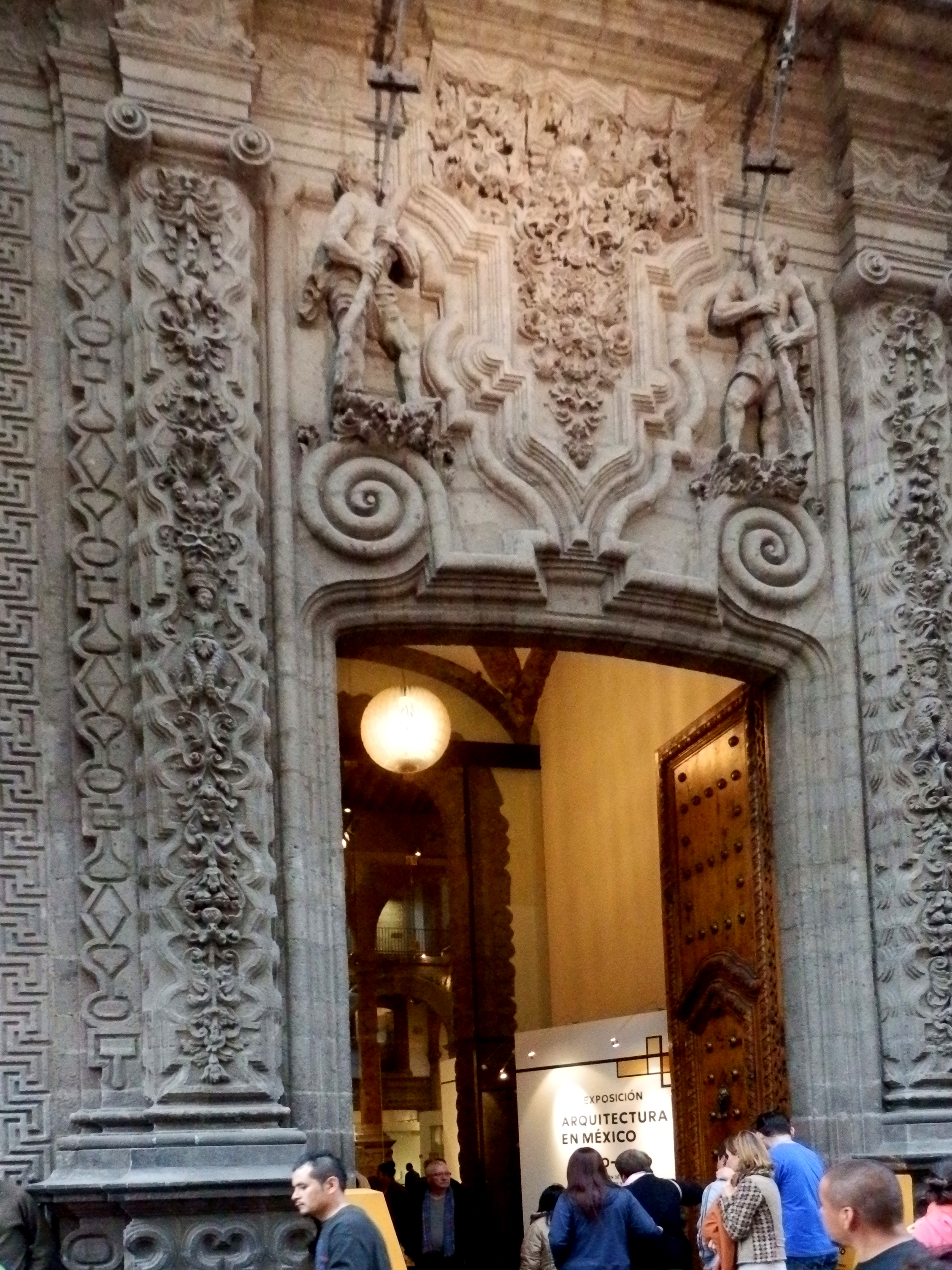
Palacio de Iturbide, restauración de fachadas, Ricardo Prado y Núñez.
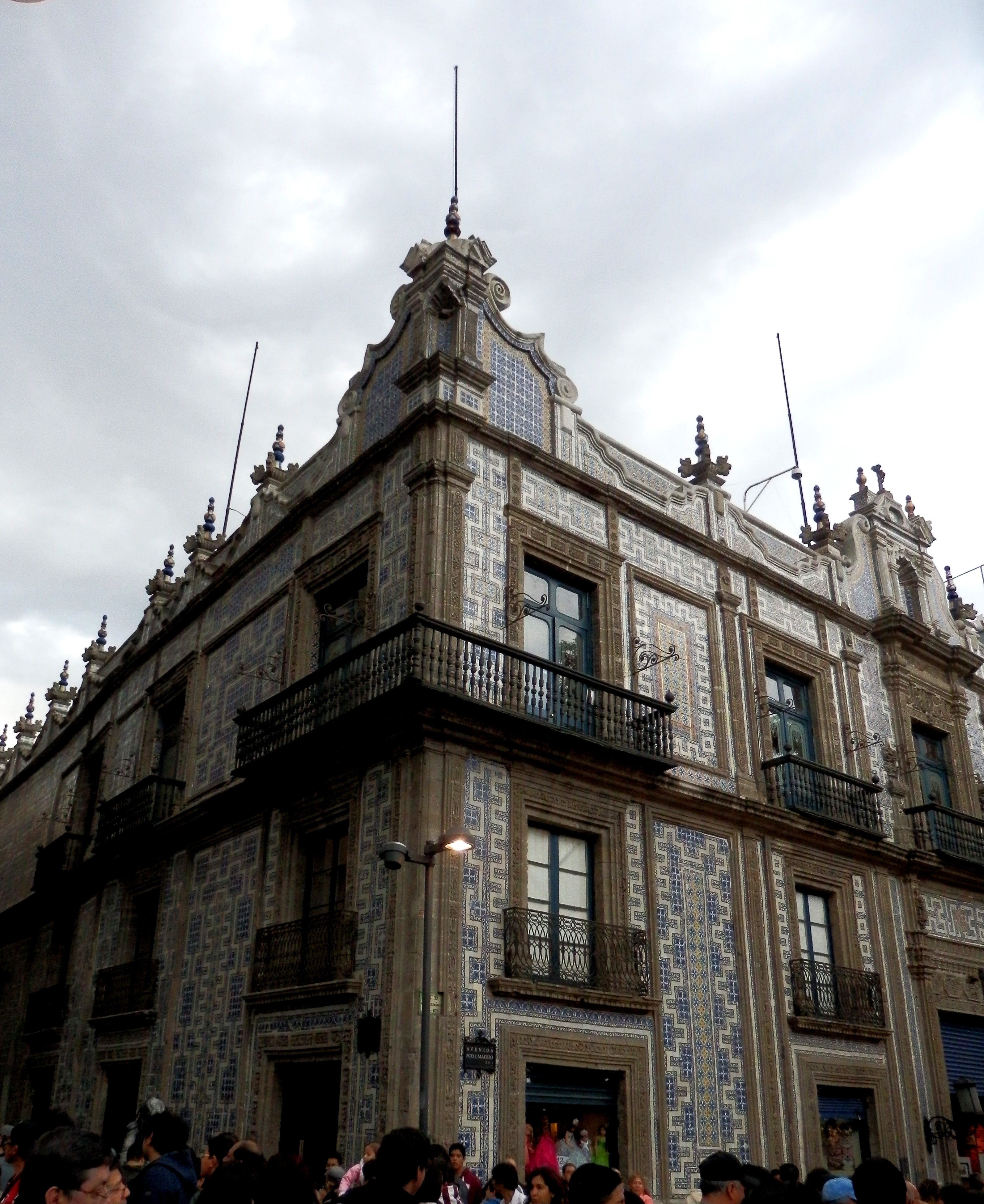
Casa de los Azulejos, Palacio de Cortés, restauración Bernardo y José Luis Calderón Cabrera.

Ricardo Ignacio Prado y Núñez, arquitecto, escritor, director técnico de edificios del Instituto Mexicano del Seguro Social, gerente y asesor del Colegio de Arquitectos de México, director de Conservación de edificios y monumentos del Distrito Federal, asesor del Instituto Nacional de Bellas Artes y restaurador.
Entre sus restauraciones se pueden citar a la primera intervención del Teatro de la Ciudad Esperanza Iris, conocido como el teatro de la ciudad de México, el segundo monumento de la Calzada de los Misterios, las fachadas del Palacio de Iturbide-Banamex, la fachada y torres de la parroquia de Dolores Hidalgo, lugar en el cual proclamó la Independencia de México don Miguel Hidalgo y Costilla, las fachadas de la pinacoteca de la Academia de San Carlos, antigua Real Academia de las Nobles Artes de la Nueva España para la enseñanza de la arquitectura, la pintura y la escultura y primera en América, el proyecto del Palacio de los señores del Condado del Valle de Súchil en Durango, la primera etapa del Templo de Santa Prisca de Taxco del barroco novohispano en Taxco y a partir de 1998 trabajando en equipo con historiadores del arte, químicos, ingenieros estructurales y artesanos en el Antiguo Colegio de San Ildefonso, el Palacio Postal, el Palacio de los Condes de Santiago de Calimaya sede del Museo de la Ciudad de México, la reintegración de las Cruces Atriales de la Catedral Metropolitana, el Monumento a Cuauhtémoc, la restauración y consolidación de la fachada principal del Palacio de Bellas Artes, el desmonte, traslado y restauración de las esculturas de los Indios Verdes, la restauración del mobiliario y ascensor para el área presidencial del Palacio Nacional, la escultura Eco y la escultura Barda, el mural El regreso de Quetzalcóatl de la Facultad de Arquitectura y el escudo, símbolo de la Universidad Nacional Autónoma de México en la torre de Rectoría de la Ciudad Universitaria.
Sobre las investigaciones de Ricardo Prado relacionadas con el acervo monumental se pueden mencionar El Palacio de Manrique y la Canoa: Una casa Mexicana del siglo XVIII, La Restauración del Escudo Monumental de la Torre de Rectoría, UNAM: restauración de altura, Procedimientos de restauración y materiales: protección y conservación de edificios artísticos e históricos, Arquitectos "anónimos" y talentosos de México, El Correo Central o Palacio Postal, Cátedra Extraordinaria Federico Mariscal, El Edificio del Real Tribunal de Minería o Palacio de Minería. Así como la dirección general para la elaboración del Catálogo de Monumentos Escultóricos y Conmemorativos del Distrito Federal.
Acreedor de la Medalla Gabino Barreda otorgada por la Universidad Nacional Autónoma de México, del Premio Juan O’Gorman otorgado por la Sociedad de Arquitectos Mexicanos y el Colegio de Arquitectos de la Ciudad de México, el Premio Nacional de Restauración Víctor Manuel Villegas de la Federación Nacional de Colegios de Arquitectos de la República Mexicana, el Premio Luis Arturo Ramos por la Legión de Honor Nacional, el Premio Íconos del Diseño otorgado por la revista Architectural Digest y el Premio Universidad Nacional en el área de arquitectura y diseño.
En su faceta literaria, se le otorgó el Premio Alejo Carpentier, el Premio Carlo Erba, Cuentos y Leyendas Médicas y el primer lugar en el Concurso Internacional de Crónica Urbana Salvador Novo con su obra El Cronista de Piedra.

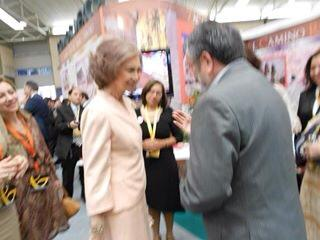
Reina Sofía de España con Javier Villalobos Jaramillo, Valladolid.
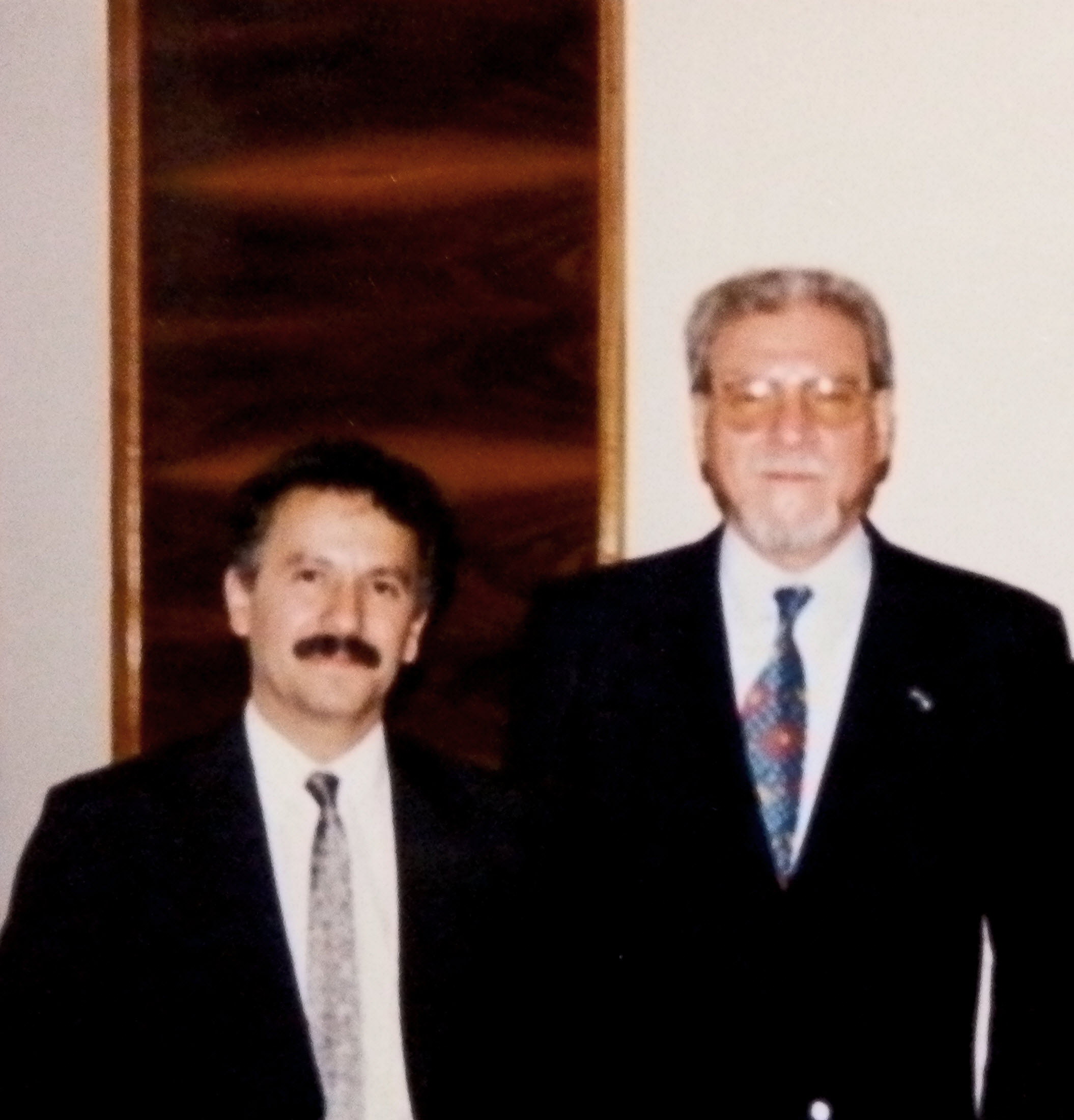
Embajador Abelardo Treviño con José Arturo Martínez Lazo, embajada República Rusa.
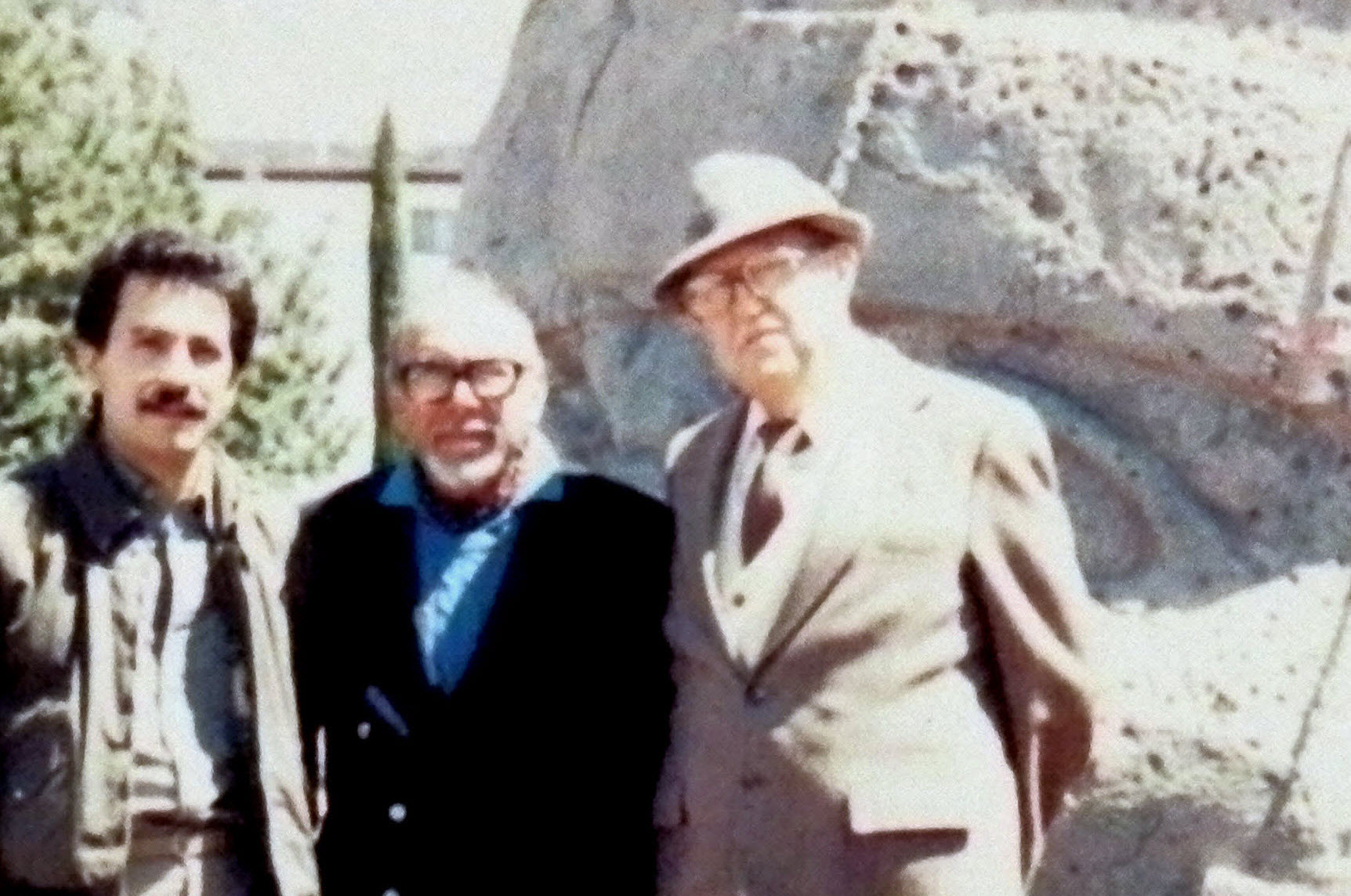
José Arturo Martínez Lazo, Jorge Olvera Hernández, Pablo Bush Romero fundador del CEDAM, pionero en arqueología subacuática.
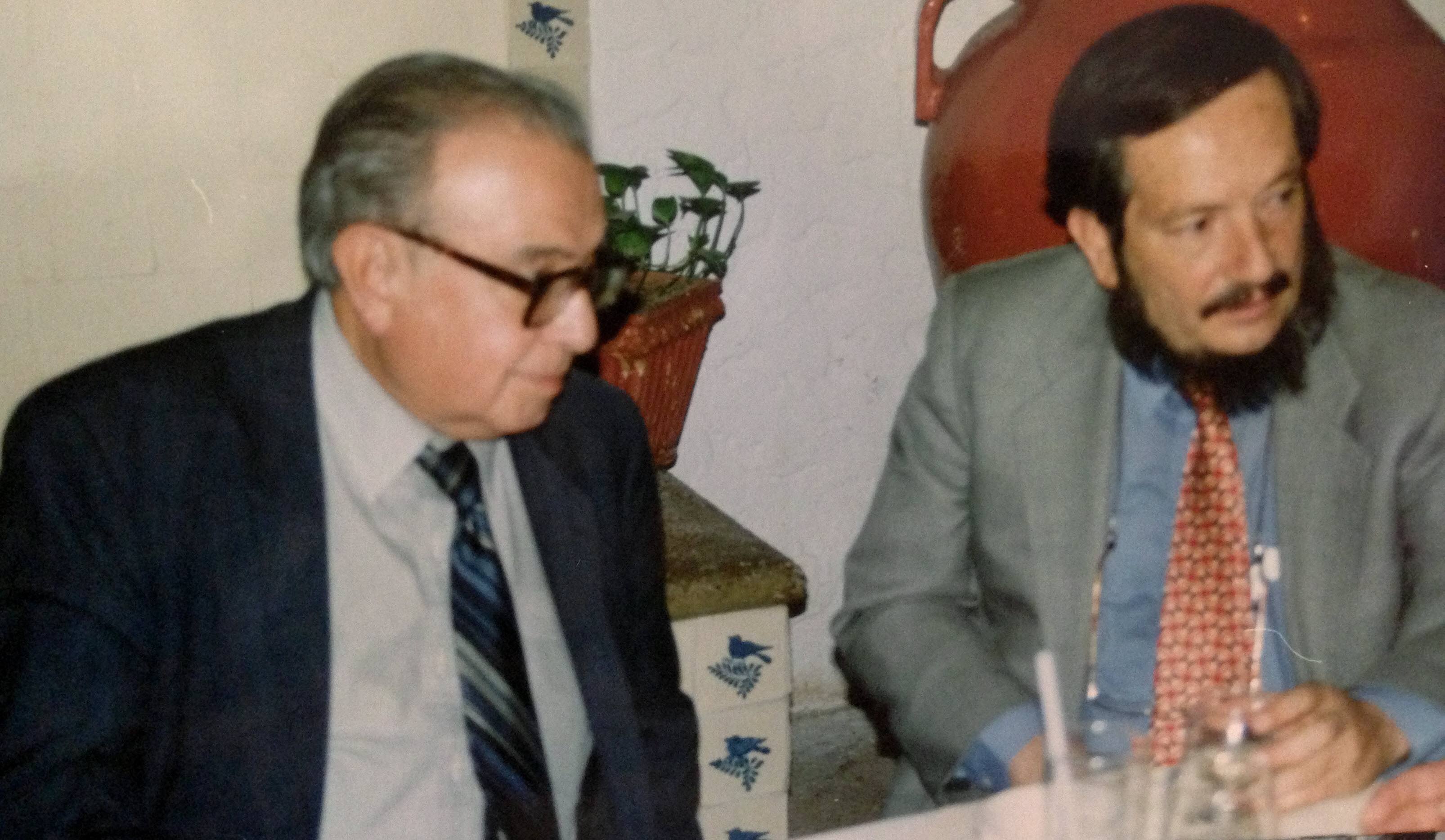
Pedro Ramírez Vázquez y Javier Villalobos Jaramillo.
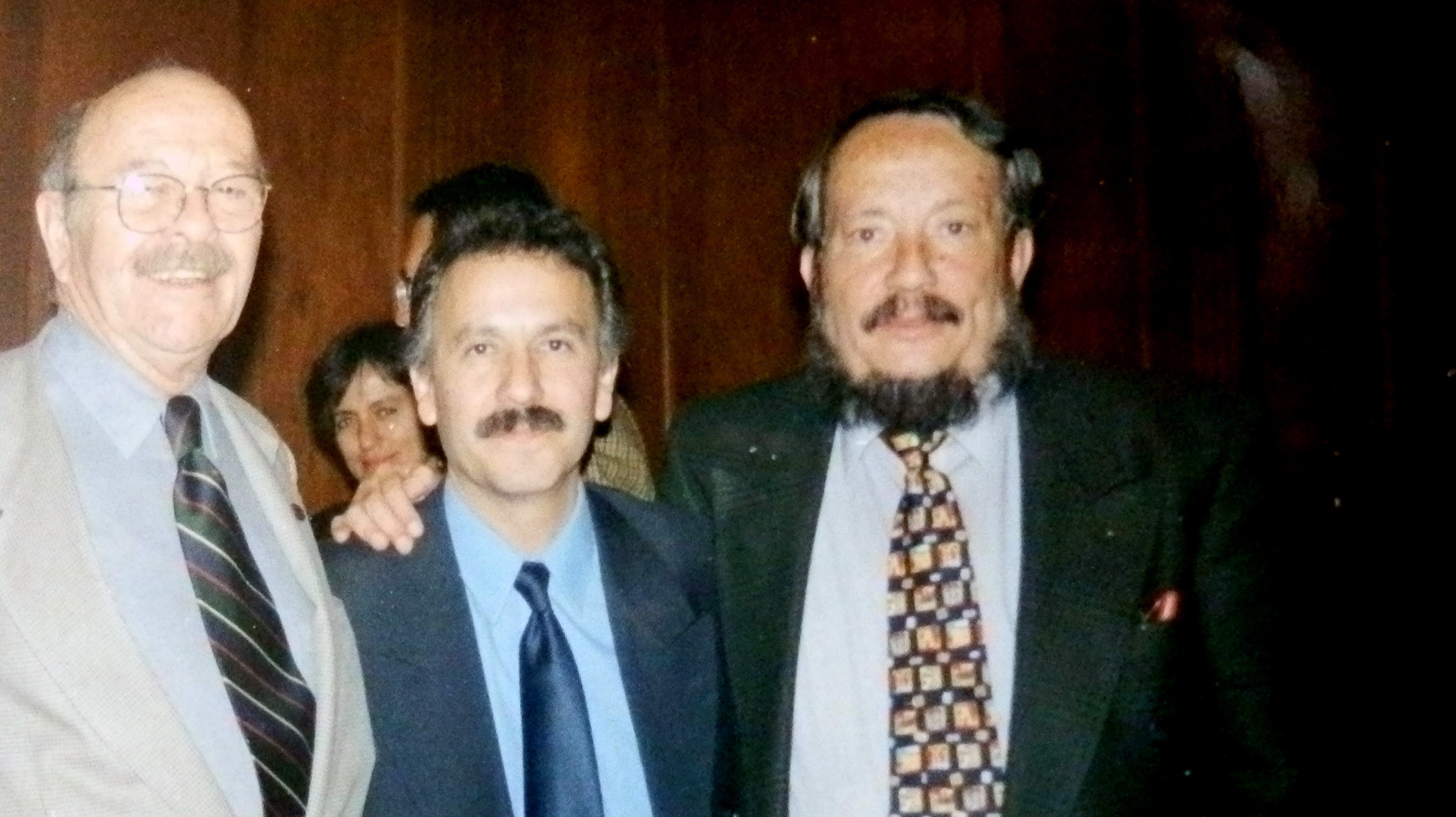
Ramón Bonfil, Javier Villalobos, presidentes Consejo 1997, 2003, J. Arturo Martínez Lazo, ICOMOS (UNESCO).

Gloria Angélica Álvarez Rodríguez arquitecta, autora de Los artesones mexicanos, los cielos historiados en tablas pintadas, publicado por el Gobierno de Michoacán y de La capilla de Cristóbal de Oñate: Santa María Magdalena en Tacámbaro, Gustavo Manrique arquitecto y litógrafo o el diseñador Rafael Cal y Mayor, autor de Las iglesias del Centro Histórico de la Ciudad de México, obra que registra los espacios religiosos de valor monumental en la metrópoli, patrocinada por la Fundación del Centro Histórico de la Ciudad de México A. C. y por la Fundación Carlos Slim.
Se puede añadir que entre otros participantes de la misma generación del 78, era conveniente destacar las características de algunos cuyas publicaciones, investigaciones y aportaciones diversas, tuvieron amplia repercusión en México y en el extranjero en diversas disciplinas y en especial en el área del patrimonio.

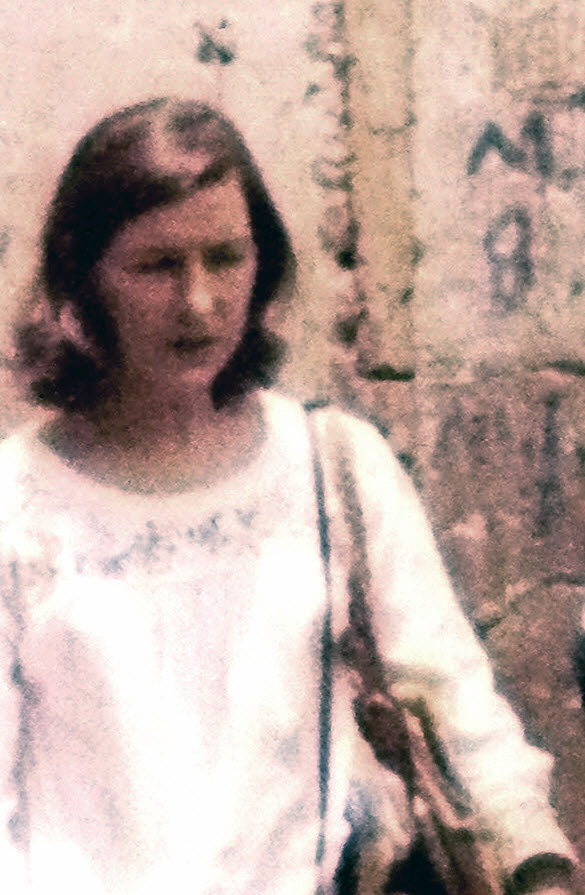
Gloria Álvarez, centro histórico, Cd. de México.
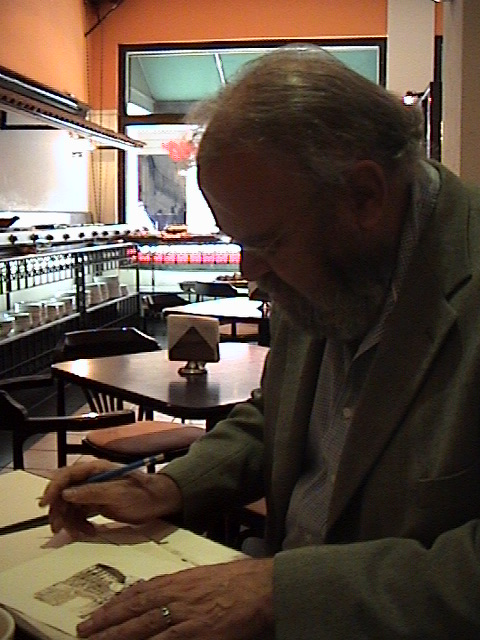
Gustavo Manrique, centro histórico,Cd. de México.
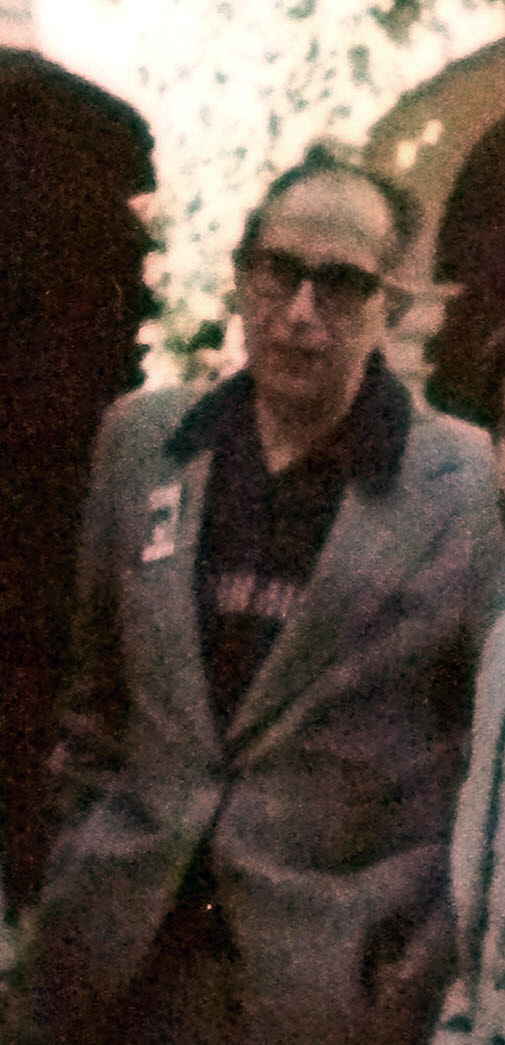
José Luis Calderón Cabrera, Guanajuato, México.
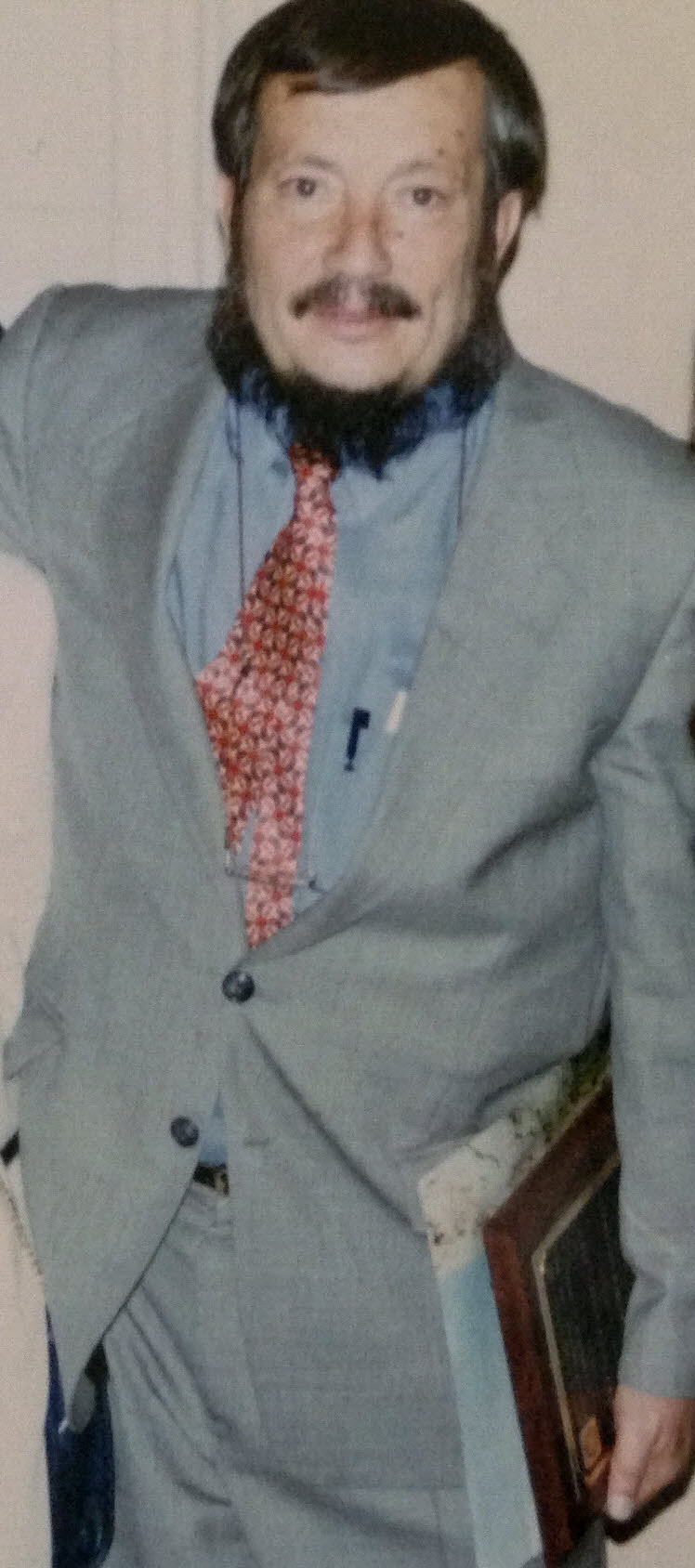
Javier Villalobos Jaramillo, Centro Cultural Universitario, Chihuahua, México.
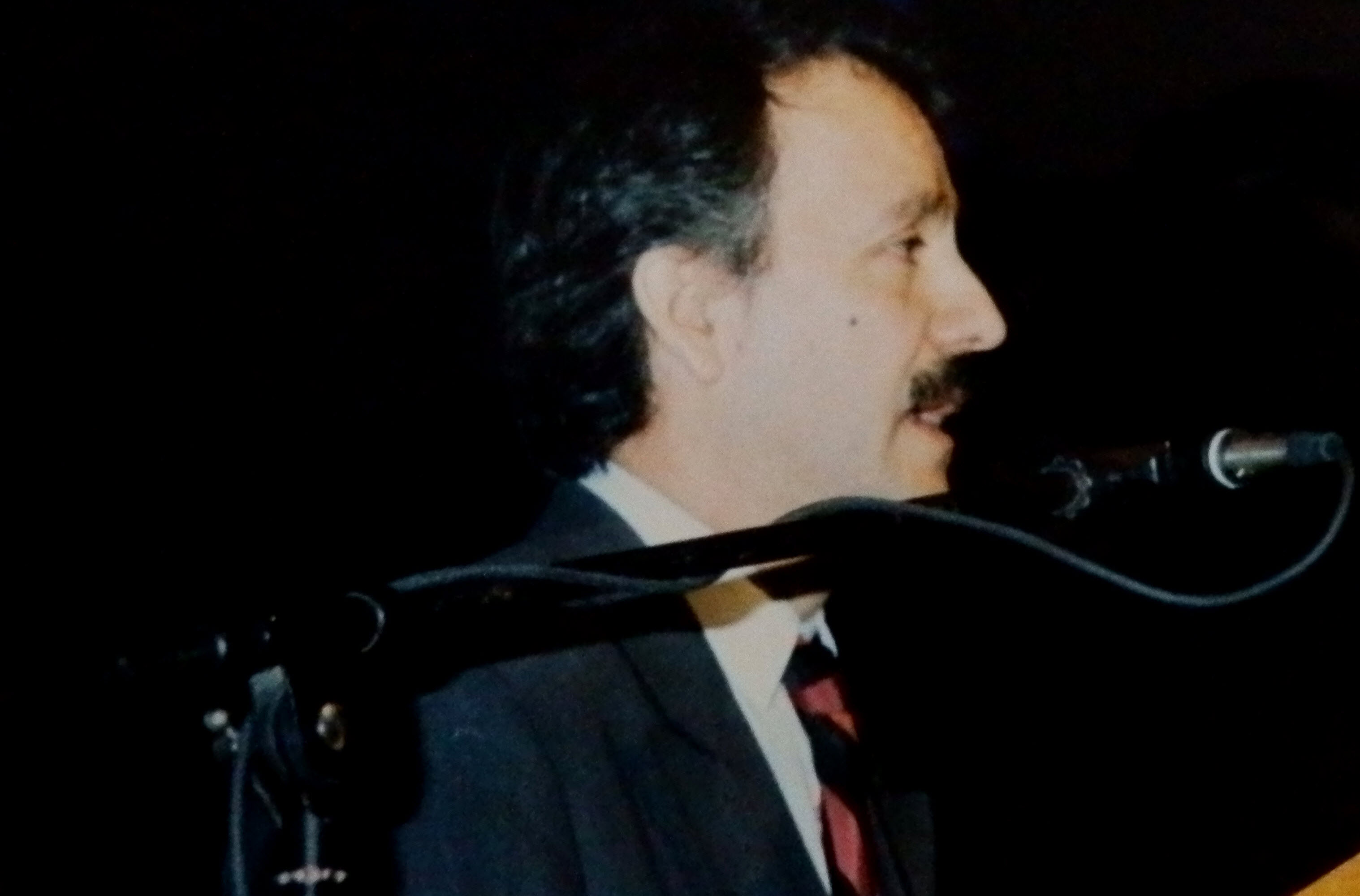
José Arturo Martínez Lazo, Museo Tecnológico, Cd. de México.
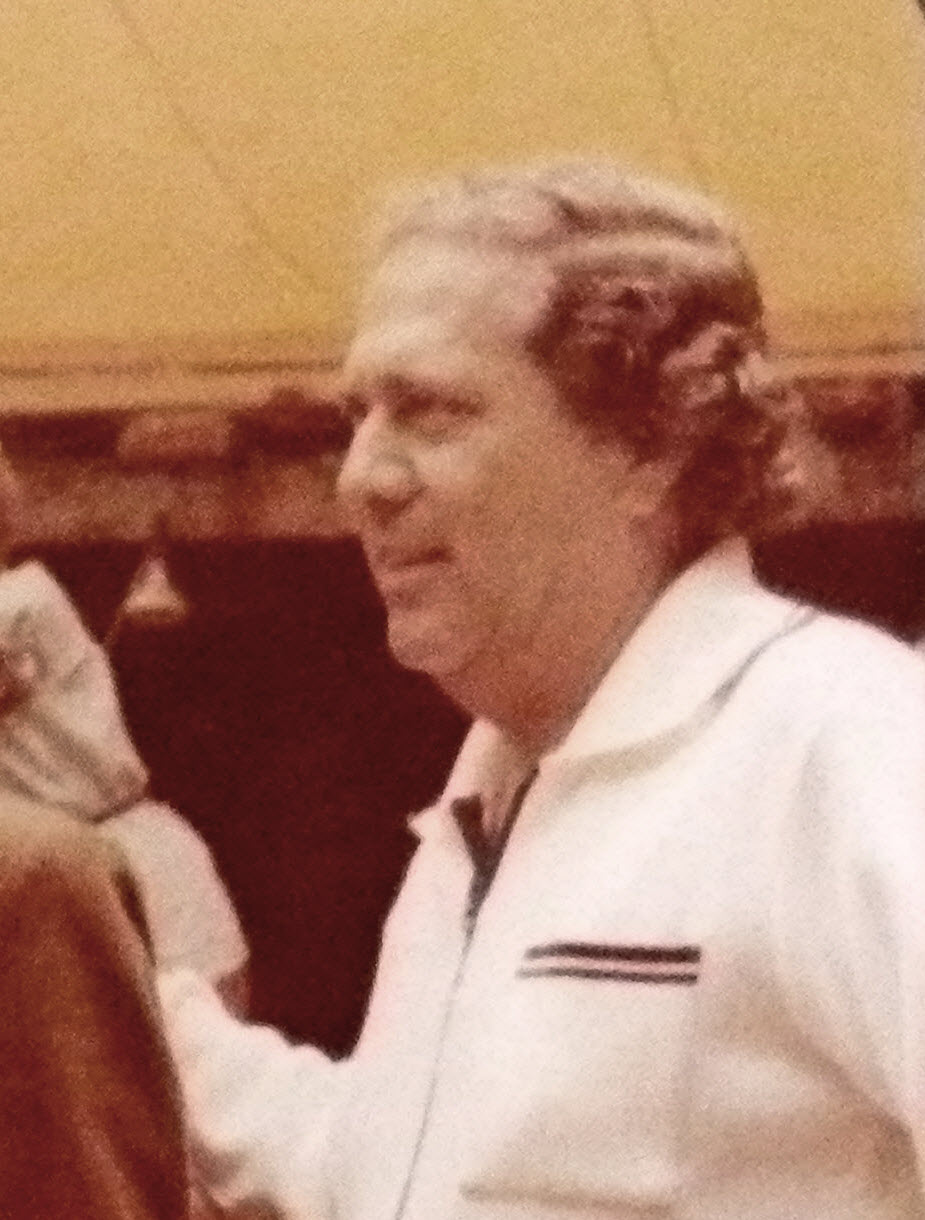
Gilberto Flores Domínguez, recinto mayor, Cd. de México.